# گوجه‌فرنگی زبرا

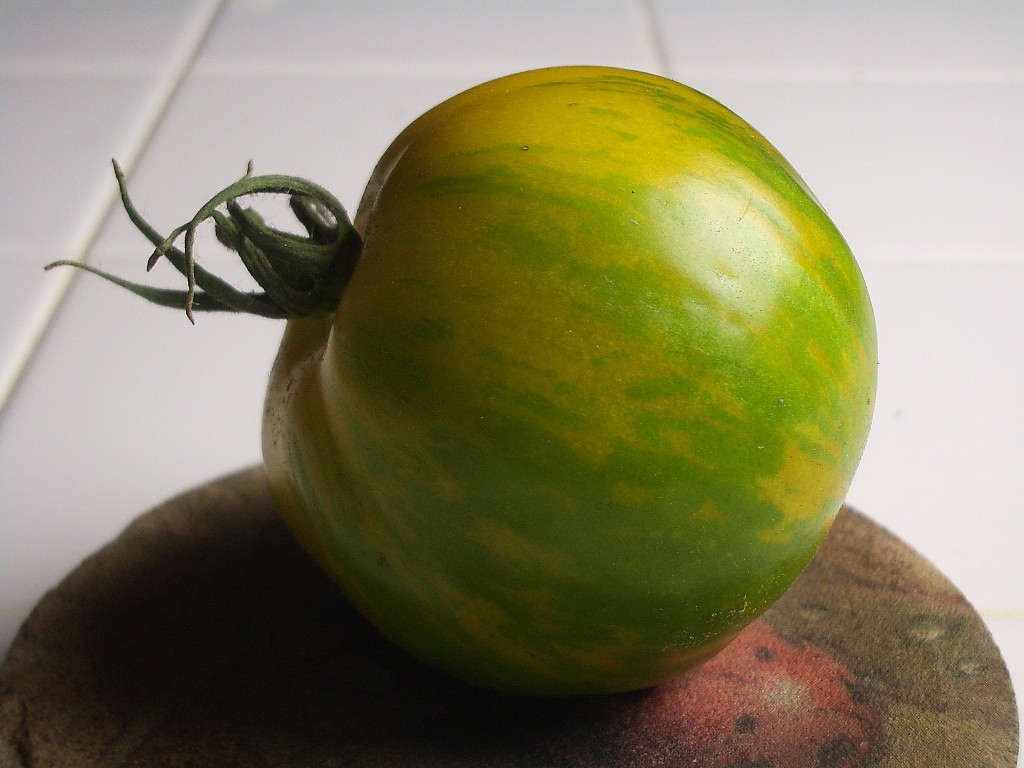
گوجه فرنگی سبز زبرا

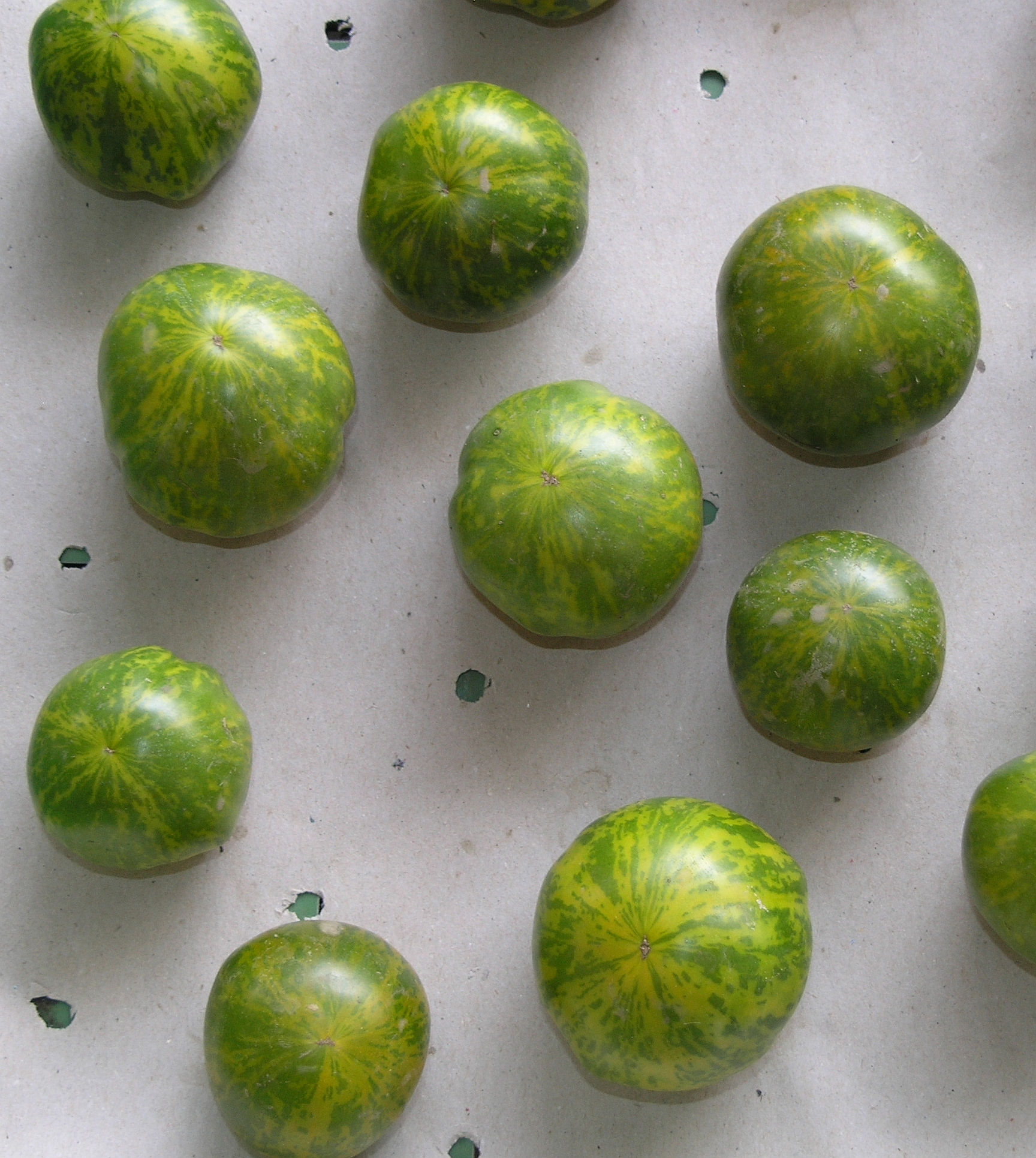

گوجه‌فرنگی زبرا یک رقم گوجه‌فرنگی با رنگ سبز تیره و نوارهای زرد است. انواع جدیدتر هنگام رسیدن به جای زرد شدن به رنگ سرخ درمی‌آیند. این گوجه‌فرنگی از گوجه‌های معمولی ترش‌تر (با صفت تند توصیف شده‌است) و رقمی زودرس است. در مقایسه با سایر انواع گوجه فرنگی، این نوع بسته به شرایط رشد می‌تواند تا حدودی میوه‌هایی ترد تولید کند.
این گوجه‌فرنگی در سال ۱۹۸۳ توسط تام واگنر اهل اورت، واشینگتن در کاتالوگ دانه‌اش در ایالات متحده معرفی شد. ایدهٔ پرورش این نوع گوجه‌فرنگی اولین بار در دههٔ ۱۹۵۰ به ذهن او رسید. معمولاً، گوجه‌فرنگی سبز به معنای کال بودن آن‌ها بود و معمولاً آنها را بیرون می‌ریختند. به‌هرحال او مجذوب ایدهٔ پرورش گوجهٔ فرنگی سبزی شده بود که رسیده و آمادهٔ خوردن باشد.

## طبقه‌بندی
انواع معمول این گوجه‌فرنگی عبارتند از: زبرا سبز، زبرا سیاه، زبرا بزرگ و زبرا قرمز.

## اطلاعاتی در مورد نحوهٔ کاشت
این گوجه‌فرنگی اغلب دچار بیماری نمی‌شود؛ با این حال، اگر دچار بیماری شود زرد نشده و گیاه تا زمانی که از بین برود، سبز باقی خواهد ماند. این گوجه‌فرنگی در مقایسه با بقیهٔ گوجه‌ها در برابر بیماری مقاومت زیادی دارد. برای رشد این گوجه‌فرنگی دانه‌ها را باید ۱ تا ۲ هفته پس از ثابت ماندن دما در حدود ۶۰ تا ۹۵ درجه فارنهایت کاشت. خاک باید به خوبی خشک شود و دانه باید در عمق ۱/۸اینچ در زمینی کاشته شود که نور خورشید به خوبی به آن می‌تابد. دانه‌ها را باید با فاصلهٔ ۱۲ تا ۳۶ اینچ و جدا از هم کاشت. بعد از گذشت ۶۵ تا ۸۰ روز از کاشت بذر گوجه فرنگی برداشت محصول شروع می‌شود. این گیاه نیمه‌سالانه است و بهتر است در فصل تابستان برداشت شود. هنگامی که ارتفاع گیاه به ۶ اینچ رسید، جای گیاه باید تغییر یابد.

## تعیین زمان رسیدن گیاه
به خاطر سبز بودن رنگ این گوجه‌فرنگی تعیین زمان رسیدن آن دشوار است. سه روش اصلی برای کشف زمان رسیدن و آماده بودن گوجه فرنگی سبز زبرا برای خوردن وجود دارد:
یک: گوجه‌فرنگی را به آرامی بگیرید تا سفتی آن را احساس کنید.
دو:می‌توان زمان تغییر رنگ راه‌راه‌های سبز روشن آن به رنگ زرد را در نظر گرفت.
سه: می‌توان زمانی را در نظر گرفت که تغییر رنگ پایین راه‌راه‌های زرد شروع شده و رنگ آن‌ها سرخ می‌شود.
هر یک از این مراحل مرحلهٔ متفاوتی از رسیدن را نشان می‌دهد، بنابراین خود فرد باید تصمیم بگیرد که کدام مرحله از رسیدن را ترجیح می‌دهد. علاوه بر این، برای بدست آوردن گوجه فرنگی شیرین‌تر، باید آن را دیرتر برداشت کرد. با این حال ماندن زیاد آن روی بوته هم آن را ترد می‌کند.